# BK Arsenal Toela
Basketbolnyj kloeb Arsenal Toela (Russisch: Баскетбольный клуб Арсенал Тула) is een Russische basketbalclub uit Toela. Het team speelt in de Russische superliga C.

## Geschiedenis
Na de ineenstorting van de Sovjet-Unie, werd het team van SKA Alma-Ata, samen met coach Oleg Kim verplaatst naar Samara en krijgt de naam "CSK VVS". Het team mocht onmiddellijk in de Russische superliga van Rusland spelen in 1992. Voor het seizoen 1996/97 begon de clubleiding te praten over de slechte financiële situatie in CSK VVS, en na het einde van het seizoen verhuisde de club van Samara naar Toela en werd de naam "Arsenal Toela". Eigenlijk was de club een voortzetting van CSK VVS. Onmiddellijk werd ze een geduchte tegenstander van CSKA Moskou, UNICS Kazan, Ural-Great Perm en Lokomotiv-Koeban Krasnodar. In het seizoen 1998/99 speelde de club om de derde plaats in het kampioenschap van Rusland tegen Ural-Great Perm. Arsenal won en werd derde. De club had vele financiële problemen en na zeven jaar trok de club zich na het seizoen van 2004/05 terug uit de competitie. In 2015 werd er een doorstart gemaakt en speelt Arsenal weer in de Russische superliga C. In 2020 won Arsenal de Euraziatische League door in de finale te winnen van Barsy Atıraw uit Kazachstan met 89-78.

## Erelijst
- Landskampioen Rusland:
  - Derde: 1994, 1995, 1999

- Landskampioen Rusland: 1 (divisie B)
  - Winnaar: 2001

- Euraziatische League: 1
  - Winnaar: 2020

## Bekende (oud)-spelers
- - Elsjad Gadasjev
- Anton Joedin
- Igor Koerasjov
- Vladislav Kondratov
- Vladislav Konovalov
- Denis Petenev
- Aleksandr Petrenko
- Vladimir Zjigili
- Joeri Zjoekanenko

## Bekende (oud)-coaches
- Aleksandr Chartsjenkov (1998-2001)
- Oleg Kim
- Igors Miglinieks (2004)
- Viktor Oeskov (2016-2020)